# Marisa Sacchetto
Marisa Sacchetto (Piove di Sacco, 5 ottobre 1952) è una cantante italiana.

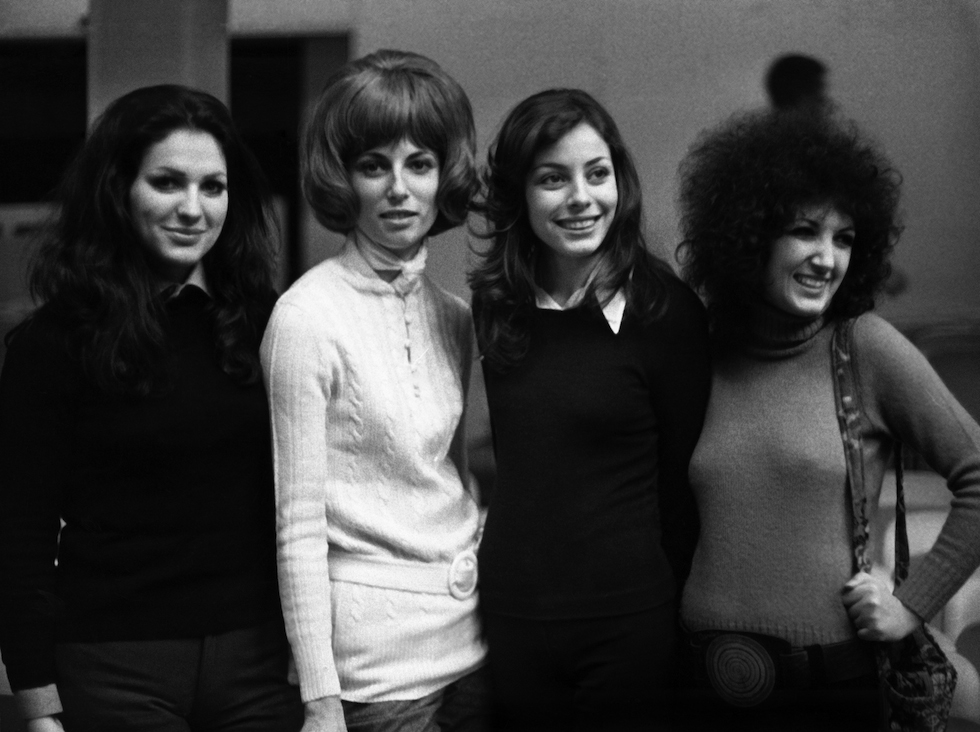
Marisa Sacchetto (a sinistra) al Festival di Sanremo 1972 assieme alle colleghe Angelica, Alice e Marcella Bella

Come attrice ha avuto una breve esperienza interpretando Corri come il vento, Kiko, di Sergio Bergonzelli del 1982, e Tenera è la carne, di Tinto Brass, film rimasto incompiuto.

## Biografia
Inizia l'attività di cantante nel 1968, esibendosi nella sua regione con il gruppo Gli Atridi (diretti dal maestro Steno Sandoli).
Nel periodo 1968/69 si esibisce come cantante nel gruppo "The Pick Up" nella provincia di Venezia, e partecipa, vincendoli, a quattro festival: Adria, Vicenza, Venezia e il "Festival dei Due Mari" di Caserta.
Nel 1970 vince il Festival di Castrocaro, dove viene notata da Giacomo Mazzini, padre di Mina, che le offre un contratto con la PDU, etichetta fondata tre anni prima dalla cantante cremonese e dal padre, appunto.
Il primo 45 giri, Sono già le sei, è una cover di Mean Mistreater dei Grand Funk Railroad.
Nel 1971 partecipa ad Un disco per l'estate con Tredici ragioni, che ottiene una discreta notorietà. Segue un altro singolo (Innamorata di te), presentato alla Mostra Internazionale di Musica Leggera di Venezia, e nel 1972 la sua unica partecipazione al Festival di Sanremo con La foresta selvaggia (canzone composta da Claudio Cavallaro con il testo di Paolo Limiti e Maurizio Seymandi); la critica la accusa di ricalcare eccessivamente lo stile di Rosanna Fratello, e il brano non riscuote molto successo.
Nell'estate del 1972 registra una puntata di Senza rete (programma televisivo), dove canta anche il suo nuovo 45 giri, Il mio amore per Mario: il brano conquista parecchie simpatie da parte del pubblico, pur non trattandosi di un vero successo commerciale. Il mio amore per Mario è anche il brano d'apertura del suo primo album (Primo incontro, edito sempre nel 1972 dalla PDU).
Partecipa a Canzonissima (edizione 1972-73), dove arriva in semifinale con E la domenica lui mi porta via scritta da Alberto Testa su musica di Gualtiero Malgoni.
Nel 1973 è di nuovo in gara ad Un disco per l'estate con La città e registra una seconda puntata di Senza rete (programma televisivo), dov'è protagonista assieme a Mino Reitano. In autunno pubblica Meravigliosa malattia, che diventa un altro discreto successo, anticipando l'uscita del secondo suo album (Un papavero tra le rotaie). Nello stesso anno incide Ho paura ma non importa (musica di Gualtireo Malgoni con il testo Virginio Capitini e Alberto Testa.
Nel 1974 lascia la PDU per approdare alla Philips con due 45 giri in cui riprende brani come Tango delle rose, Nilo blu, o Abat-jour (nel 1975), seguendo la scia di Gigliola Cinquetti e Rosanna Fratello, che in quello stesso periodo riproponevano vecchi canti di vario genere. Ma Marisa Sacchetto passa totalmente inosservata.
Nel 1976 ritorna alla PDU con due incisioni tratte dalla colonna sonora del film È nata una stella, ma anche queste non lasciano traccia.
Nel 1977 posa nuda per Playboy e dopo un singolo dal titolo Honey Honey, uscito nell'estate 1978 a cui fa seguito l'lp It's a Horse of a Different Color, composto da sei brani cantati in inglese e altrettanti in italiano, tenta il genere "disco". Poco più tardi uscirà un altro singolo intitolato Un momento prima, anch'esso parte del long-playing.
Nel 1979 insiste ancora sulla discomusic pubblicando Hunting for my heart, l'ultimo singolo per la PDU: la Sacchetto si avvale della collaborazione di Beppe Cantarelli e Julie Scott, che nello stesso anno firmano Tiger Bay (sempre "disco") per uno degli album di maggior successo di Mina (Attila).
Nel 1980 la cantante tenta nuovamente un restyling, cambiando look, genere (elettronico) e casa discografica: inoltre sarà semplicemente "Marisa" sulla copertina del suo penultimo 45 giri, Regina del futuro, brano composto da Pino Presti (autore e arrangiatore di importanti capitoli discografici della Mina anni settanta) con il testo di Ivan Cattaneo.
Nel 1982 partecipa al film Corri come il vento, Kiko; nel frattempo inizia a lavorare nelle prime tv commerciali.
Nel 1985 escono su 45 giri quelle che ad oggi rimangono le sue ultime incisioni discografiche: i brani Una donna e Solo tu, solo noi, firmati da Francesco Delfino e Sandro Giacobbe.

## Discografia parziale

### Album in studio
- 1972 - Primo incontro (PDU, PLD A 5064)
- 1973 - Un papavero tra le rotaie (PDU, PLD A 5071)
- 1978 - It's a horse of a different color (PDU, PLD A 6093)
- 2004 - Bailando (Idea COM 155; ristampato nel 2010 dalla DV More Record)

### Singoli
- 1970 - Sono già le sei/Non sono io (PDU, P. A. 1043)
- 1971 - Tredici ragioni/Col profumo delle arance (PDU, P. A. 1060)
- 1971 - Innamorata di te/Miracolo d'amore (PDU, P. A. 1065)
- 1972 - Amore amaro/ E la domenica lui mi porta via
- 1972 - Il mio amore per Mario/Un po' di sole e mezzo sorriso (PDU, P. A. 1073)
- 1973 - Ho paura ma non importa/La città (PDU, P. A. 1085)
- 1975 - Primo pensiero/abat-jour  (Philips) 6025032
- 1974 - Sei nella mia vita/Conclusioni (Philips, 6025 118)
- 1978 - Honey honey/I Love You So (PDU, P. A. 1125)
- 1978 - Un momento prima/L'innocenza e l'incoscienza (PDU, P. A. 1130)
- 1979 - Face in the Water/What now my love (Et maintenant) (PDU, P. A. 1135)
- 1979 - Hunting For My Heart/Golden Sunset (PDU, P. A. 1139)
- 1980 - Regina del futuro/Noia (F1 Team, P 605; pubblicato come Marisa)
- 1985 - Una donna/Solo tu, solo noi (Videostar, VS 000157)

## Filmografia
- Corri come il vento, Kiko, regia di Sergio Bergonzelli (1982)